# WR-40 Langusta
Der WR-40 Langusta (Wyrzutnia Rakietowa 40) ist ein polnisches Mehrfachraketenwerfersystem, das von Huta Stalowa Wola (HSW) hergestellt wird. Es dient zur Bekämpfung von Flächenzielen.

## Entwicklungsgeschichte
Das Mehrfachraketensystem WR-40 Langusta ist eine modernisierte Variante des sowjetischen BM-21-Artillerieraketensystems „Grad“, die in Polen vom Rüstungsbetrieb Huta Stalowa Wola entwickelt wurde und derzeit produziert wird. Das erste Fahrzeug wurde 2007 bei der polnischen Armee in Dienst gestellt, mittelfristig sollen alle noch in Armeebeständen befindliche BM-21-Grad-Systeme vom WR-40 ersetzt oder ausgemustert werden.

## Fahrzeug
Die Fahrzeugbasis des WR-40 ist der 6×6-LKW Jelcz P662D.35, der vom polnischen Fahrzeughersteller Jelcz zugeliefert wird. Das Fahrerhaus des WR-40 ist leicht gepanzert und bieten Schutz nach STANAG 4569 gegen Beschuss aus Handwaffen, Minen und Granatsplittern.
Das Fahrzeug wird vom IVECO aifo CURSOR 8 Reihensechszylinder-Dieselmotor (EURO 3) angetrieben, der 259 kW leistet. Der LKW verfügt über ein zentrales Reifendruckkontrollsystem. Die WR-40 Langusta kann mit Transportflugzeugen der Größenordnung einer C-130 Hercules transportiert werden.

## Bewaffnung

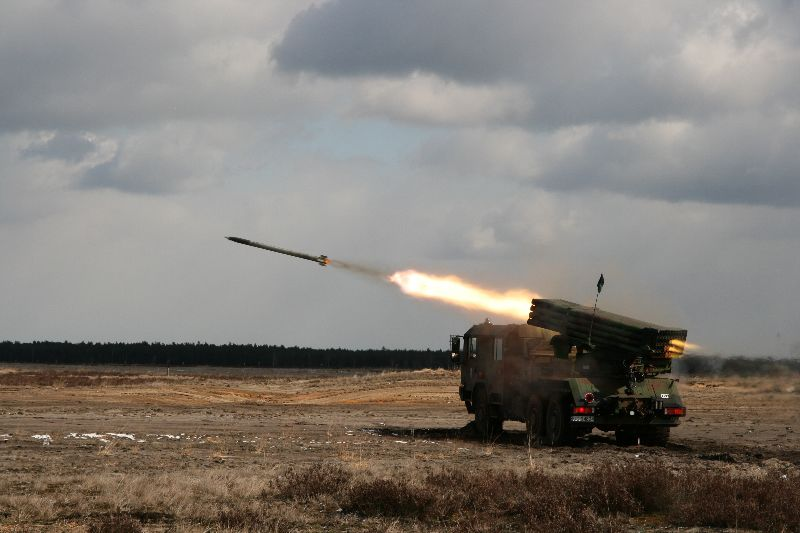
WR-40 Langusta beim Feuern

Der rückseitig montierte 122,4-mm-Raketenwerfer hat 40 Werferrohre und kann Standard- und neu entwickelte Raketen aus polnischer Produktion abfeuern. Der Starter hat einen Höhenrichtbereich von 0° bis +55°, der Seitenrichtbereich von der Mittellinie des Chassis beträgt 70° nach rechts und 102° nach links. Die WR-40 kann Raketen mit hochexplosiven (HE) Sprengköpfen mit einer maximalen Reichweite von 42 km abfeuern. Die Raketen mit Streumunition können Ziele in einer Entfernung von 32 km treffen. Die Standardrakete der WR-40 wiegt 66,4 kg. Das Mehrfachraketensystem kann von der Besatzung innerhalb von sieben Minuten manuell nachgeladen werden. Der WR-40 kann innerhalb von 20 Sekunden eine volle Salve (40 Schuss) abfeuern.

## Langusta 2
Das Langusta-2-System basiert auf einem 8×8-LKW von Jelcz und führt einen kompletten Nachladesatz Raketen mit sich. Das Startfahrzeug selbst verfügt über ein eigenes Umladesystem, ähnlich dem des tschechoslowakischen RM-70. Ein kompletter Satz Raketen soll in weniger als zwei Minuten nachgeladen sein. Bisher existieren lediglich Prototypen dieser Version.